# Смирдіоаса (комуна)
Смирдіоаса (рум. Smârdioasa) — комуна у повіті Телеорман в Румунії. До складу комуни входять такі села (дані про населення за 2002 рік):
- Смирдіоаса (2131 особа) — адміністративний центр комуни
- Шойму (590 осіб)

Комуна розташована на відстані 84 км на південний захід від Бухареста, 15 км на південний схід від Александрії, 139 км на схід від Крайови.

## Населення
За даними перепису населення 2002 року у комуні проживала 2721 особа.
Національний склад населення комуни:
| Національність | Кількість осіб | Відсоток |
| -------------- | -------------- | -------- |
| румуни         | 2330           | 85,6%    |
| цигани         | 387            | 14,2%    |
| угорці         | 2              | 0,1%     |
| болгари        | 1              | < 0,1%   |

Рідною мовою назвали:
| Мова       | Кількість осіб | Відсоток |
| ---------- | -------------- | -------- |
| румунська  | 2360           | 86,7%    |
| циганська  | 357            | 13,1%    |
| угорська   | 2              | 0,1%     |
| болгарська | 1              | < 0,1%   |

Склад населення комуни за віросповіданням:
| Релігія       | Кількість осіб | Відсоток |
| ------------- | -------------- | -------- |
| православні   | 2665           | 97,9%    |
| адвентисти    | 14             | 0,5%     |
| римо-католики | 11             | 0,4%     |
| бретрени      | 5              | 0,2%     |
| не релігійні  | 4              | 0,1%     |
| реформати     | 2              | 0,1%     |
| баптисти      | 2              | 0,1%     |
| старообрядці  | 2              | 0,1%     |
| мусульмани    | 1              | < 0,1%   |
| атеїсти       | 1              | < 0,1%   |